# Phyllomyia pilosa
Phyllomyia pilosa là một loài ruồi trong họ Tachinidae.